# Henarejos
Henarejos es un municipio y localidad española de la provincia de Cuenca, en la comunidad autónoma de Castilla-La Mancha. El término municipal, ubicado en la comarca de la Serranía Baja, tiene una población de 131 habitantes (INE 2024). 

## Geografía

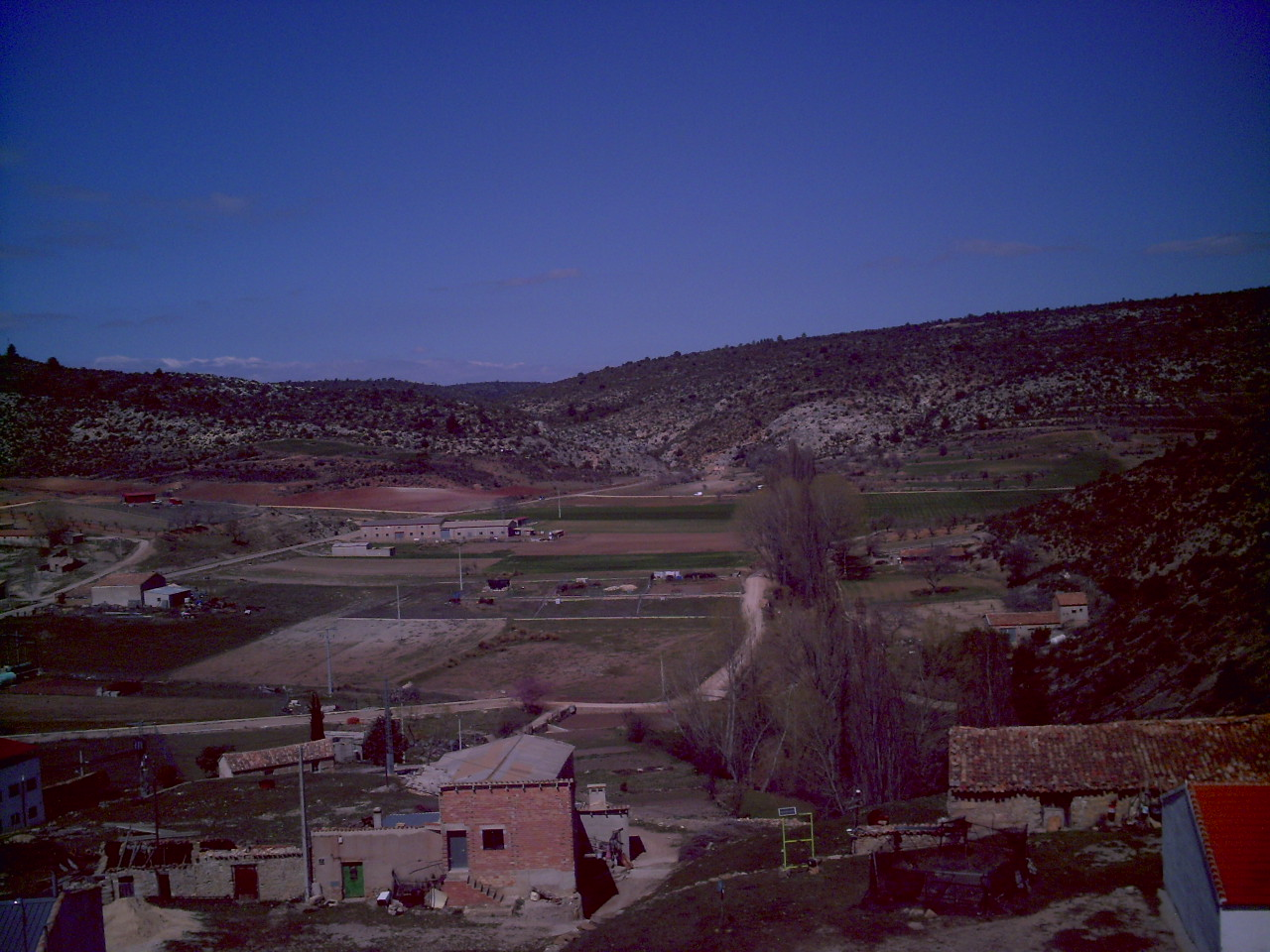
Vista de San Juan de la Keimena desde Santa Ana

Situado sobre un promontorio llamado Santa Ana, en el centro de una llanura, delimitada al norte por el monte San Juan de la Keimena, al este por el Cerro de San Cristóbal y al sudoeste por una agrupación montañosa caracterizada por el alto saliente de La Cabeza, Henarejos se asienta al sudeste de la Serranía de Cuenca.
Su territorio se compone mayormente por una geografía abrupta y montañosa que deja en pocas ocasiones anchos valles y llanuras aisladas, entre las que destacan La Olmedilla, Peñarubia o El Valle de Las Minas, lugares en los que antiguamente hubo asentamientos, ahora abandonados. Limita con las localidades de Landete, Garaballa, Fuentelespino de Moya, Narboneta, San Martín de Boniches, Villar del Humo y Víllora.

## Historia
A mediados del siglo XIX, el lugar contaba con una población censada de 481 habitantes. La localidad aparece descrita en el noveno volumen del Diccionario geográfico-estadístico-histórico de España y sus posesiones de Ultramar de Pascual Madoz de la siguiente manera:

HENAREJOS ó INAREJOS: l. con ayunt. en la prov. y dióc. de Cuenca (11 leg), part. jud. de Cañete (4), aud. terr. de Albacete (17), c. g. de Castilla la Nueva (Madrid 35): sit. entre cerros que forman amenos valles; con libre ventilacion y clima algo frio, pero sano. Tiene 130 casas de mala construccion inclusa la cárcel, casa de ayunt., y todavía se ven los restos de un cast. del tiempo de la dominacion árabe; una escuela de primeras letras á la que concurren 30 niños y dotada con 500 rs.; una igl. parr. bajo la advocacion de la Asuncion de Ntra. Sra., servida por un cura párroco de primer ascenso y un sacristan, una ermita al E. del pueblo titulada Sta, Catalina; y para surtido del vecindario hay 2 fuentes en lo interior y varias fuera. Confina el térm. por N. con Fuentelespino; E. Landete; S. Narboneta, y O. San Martin. Los caminos son locales y se hallan en muy mal estado. El correo se recibe de Cuenca por balijero los sábados, y se envia los lunes. El terreno es de mediana calidad y hay poco labrantío, por estar casi todo poblado de pinos; hay un arroyo que le cruza y sus aguas se utilizan para el riego de algunos huertos. En este térm. hay muchos criaderos de mineral de hierro, plata y carbon de piedra. prod.: trigo, cebada, avena, legumbres, algun vino, frutas y esquisita miel; se cria ganado vacuno, lanar y cabrio, y caza de ciervos, corzos, liebres, conejos y perdices. ind.: 2 molinos harineros, los que solo muelen una tercera parte del año y 2 hornos de pan, uno perteneciente á los propios y otro de propiedad particular. El comercio consiste en la venta de maderas para Valencia. pobl.: 121 vec., 481 alm. cap. prod.: 1.360,300 rs. imp.: 68,015. presupuesto municipal 3,000 rs. se cubre con el producto de las fincas de propios y por reparto vecinal.
(Madoz, 1847, p. 167)

## Demografía
Henarejos cuenta con una población de 131 habitantes (INE 2024).
| Gráfica de evolución demográfica de Henarejos entre 1842 y 2021                                                     |
| |
| Población de derecho según los censos de población del INE Población de hecho según los censos de población del INE |

## Etimología
De las varias explicaciones que se dan al nombre de Henarejos, la más sustentada es la que dice que proviene de la unión entre el término fenicio «Hen», que significa fuente, y el término griego «Aregia», que significa fortaleza. Esto tendría una base totalmente cierta, pues a los pies del cerro de Santa Ana se encuentra una fuente con alberca de origen fenicio, llamada "La Peñuela", y también se puede encontrar un asentamiento griego en San Juan de la Keimena, monte muy próximo a la localización actual de la población. Por tanto, dado que en la localidad han habitado y construido las dos civilizaciones, dicha explicación es la más cimentada.[cita requerida]

## Festividades

### Fiestas en honor del Santísimo Cristo de la Salud

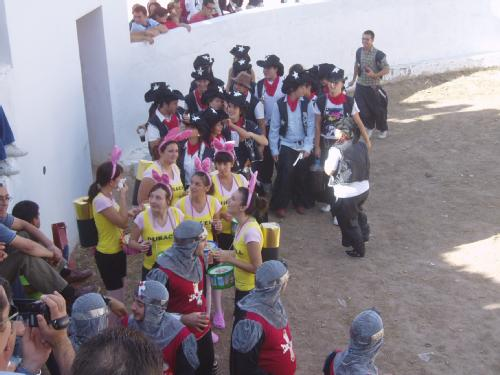
Parte de la cabalgata de disfraces del año 2008 en la plaza de toros

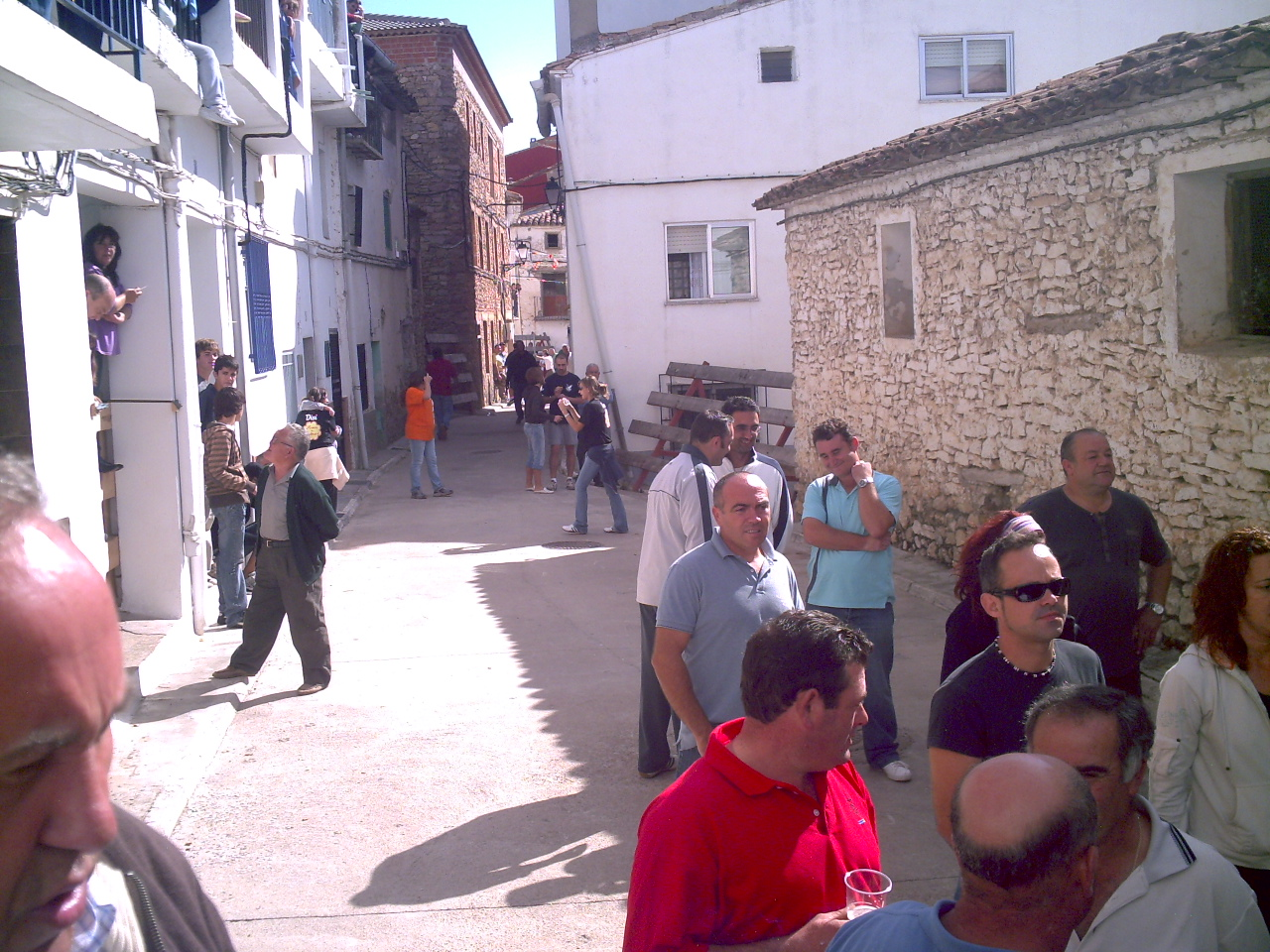
Vista de una calle de la localidad durante uno de los encierros

En la semana del 14 de septiembre, día del Cristo de la Salud, se dan lugar en esta localidad sus fiestas patronales, conocidas en toda la zona circundante por su llamada "fiesta del barro", consistente en una celebración taurina en la plaza de toros municipal en la cual se incluye una alberca situada en el centro de la plaza, provocando que la arena se transforme en un barrizal por el cual transitan los vacunos y los asistentes, generalmente disfrazados con motivo de la cabalgata inmediatamente precedente al festejo taurino, que se remata con un baño de espuma en la Plaza Mayor acompañado de música.
Aparte de ello, se realiza una procesión en honor al patrón encabezada por las damas y sus acompañantes, escogidos entre los jóvenes de la localidad, que cambian cada año, y acompañada de fuegos de artificio y banda musical, precedido todo ello de una misa. 
Dentro de la celebración no religiosa cabe destacar la obertura de las fiestas, la primera noche de ellas, cuando se lleva a cabo un bandeo de campanas y un castillo de fuegos artificiales. Los encierros, que se realizan en la mañana del viernes con un recorrido que lleva a los corredores desde la Plaza Mayor hasta la Plaza de toros, así como las orquestas que amenizan todas las noches, incluyendo una disco-móvil la noche del sábado.
Por último cabe destacar los diferentes concursos culinarios (tortilla, paellas, morteruelos) que tienen lugar por las noches y la típica caldereta elaborada con la carne de los vacunos que se han utilizado en los festejos taurino de ese año, y que se reparte gratuitamente el último día de las festividades.

### San Isidro Labrador
El sábado más próximo a la festividad de San Isidro Labrador (15 de mayo), se celebra en la localidad la festividad de los labradores, oficio del cual ha vivido gran parte de los pobladores de la comarca durante años. Se trata de un día de convivencia en el que se ofrece una comida popular, actividades para todas las edades y orquesta a la noche en el salón de baile municipal. 
Aparte de ello, durante esta fiesta se realizan también concursos en actividades tradicionales de los lugareños, como el concurso de petanca o el de caballones, en los cuales participa gente de todas las edades y no solo los más longevos.

### Fiestas en honor de la Virgen de la Asunción
Celebradas en la semana en torno al 15 de agosto, día de La Asunción, se trata de una semana en la que se unen tanto actividades religiosas, caracterizadas por la novena (nueve días seguidos en los que se realiza una oración a la Virgen de la Asunción) que preceden al día de su patrona, como actividades lúdicas, destacando una "chocolatá", juegos infantiles y orquesta por las noches.

## Lugares de interés

### Abrigo del Tío Modesto

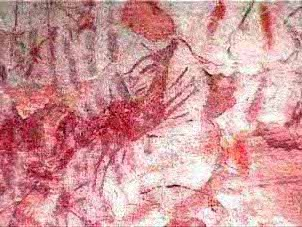
Pinturas rupestres del Abrigo del Tío Modesto

Clasificadas dentro del arte rupestre levantino, las pinturas del Abrigo del Tío Modesto contienen, sin embargo, pinturas de tres épocas claramente diferenciadas. Su imagen más característica, un ciervo herido encabritado, pertenece, junto a las figuras de cazadores y otros cuadrúpedos, a una escena de caza del período más tardío, hecho con un rojo intenso. En otra tonalidad, más granate que roja, aparece un cuadrúpedo inclasificable y algunas figuras extremadamente deterioradas. Por último, en el tono más oscuro, aparecen las figuras más primitivas: una serie de líneas verticales de las cuales las rectas simbolizan hombres y las curvas, mujeres. Dicho conjunto, en el cual las pinturas de las diferentes etapas se superponen, es único por la unión en un mismo emplazamiento de pinturas de diferentes etapas, y muy relevante en cuanto al estudio de la sociedad prehistórica, habiendo sido investigado por la Universidad de Alicante.
Otras pinturas se han encontrado recientemente en la zona de Henarejos, sin embargo, para evitar el deterioro que sufrieron las primeras tras su hallazgo, no se ha revelado su emplazamiento ni se revelará hasta que el acceso a ellas esté correctamente planificado.

### Torre de vigilancia musulmana
Durante los casi cuatro siglos que Henarejos perteneció a los musulmanes éste sufrió una remodelación que dio lugar a la población actual. En la cima del cerro de Santa Ana, sobre el que se recuesta el pueblo, se construyó una atalaya con fines velatorios. Desde ella los gobernantes del pueblo vigilaban las rutas de acceso a la población, previniendo cualquier ataque generado por la codicia hacia sus bienes mineros.
La torre en sí, reformada actualmente, era un conjunto de aproximadamente 20 m de altitud, construido con sillares recubiertos de argamasa, típica construcción de fortaleza árabe. Sus gruesos muros, de más de un metro de amplitud, generaban dentro un ambiente fresco en verano y cálido en invierno. A nuestros días llegó un solo muro en pie, el de la fachada este, que ayudaría después a reconstruir la actual torre, que, aunque no sigue el plano original, totalmente desconocido, sí permite que se pueda subir hasta su terraza rematada con merletes, desde la cual se observan todos los tejados del pueblo y sus tierras circundantes.

### Antiguos asentamientos
Muchas son las zonas en las que antiguamente hubo ocupación de alguna de las civilizaciones que transitaron por la zona, aunque pocos estudios se han realizado al respecto. Se sabe, por transmisión oral, que en el término de La Pacheca hubo un cementerio de origen posiblemente celtíbero, así como el poblado situado sobre el llamado Castillar. Las minas, antiguamente ricas en plata, fueron ya explotadas por los romanos, que también se asentaron en el término de Royuela, cerca de donde estuvo el núcleo original del pueblo hasta que los musulmanes lo trasladaron a su emplazamiento actual, justo encima de un antiguo asentamiento fenicio y a poca distancia de otro asentamiento griego, del cual si sabemos el nombre, Keimena, que quiere decir "Pueblo recostado", llamada así por estar situado sobre la ladera del monte San Juan, que aún hoy en día conserva el apelativo "de la Keimena", y donde podemos encontrar restos de las construcciones helénicas.

### Iglesia de Nuestra Señora de la Asunción
Comenzada su construcción en el año 1593, se trata de una parroquia de gruesos muros de piedra dispuestos siguiendo el tradicional plano de cruz latina. En su fachada occidental se encuentra el único acceso al interior, una portada con arco de medio punto y sin ninguna decoración, aunque se cree que antiguamente presentaba un gran pórtico escultórico, así como la torre del campanario, de 25 m de altura y rematada con vanos a los cuatro costados, de los cuales cuelgan las campanas en los dos occidentales. En la fachada oeste de dicho campanario se encuentra un característico reloj, bajo el cual toman las uvas los henarejeros en nuevo año.
La cubierta del edificio es un simple tejado de tejas a dos aguas en todo el edificio, central, y a cuatro aguas en el campanario, asentado sobre un sistema de vigas de madera.
Una vez en el interior del edificio, puede observarse un espacio de una sola nave, en los brazos de cuyo transepto se encuentran, al norte, el altar de la Virgen de los Dolores, y al sur, el altar del Cristo de la Salud, patrón de la localidad. En el crucero, una escalinata asciende hasta el altar principal, y único en la actualidad, pues el resto fueron destruidos durante la Guerra Civil. Tras el altar encontramos un gran retablo escultórico, de tres calles y tres cuerpos. Ocupando el espacio central, una estatua de la Virgen de la Asunción, titular de la parroquia, y en el ático, la figura del Espíritu Santo.
A ambos lados de la nave principal se observan arcos ciegos, que en su día albergaron pequeñas capillas, y al pie de ella, sobre la puerta de entrada, un amplio coro de madera. Como elementos sustentantes encontramos simples pilares sin ornamentación, que en la mayoría de ocasiones no sobresalen del muro, y sobre ellos se asientan los arcos fajones, que permiten descansar el peso de la vuelta de cañón sobre los muros. En el crucero encontramos una cúpula de media naranja asentada sobre pechinas. Es por tanto, y a pesar del anacronismo, una iglesia de clara inspiración románica, aunque un pequeño rosetón en la fachada principal hace pensar en una ínfima inspiración renacentista, que sí era la predominante en la fecha de su construcción.

### Minas de carbón
Ya explotadas en época romana por su plata, y a finales del siglo XIX por su carbón, no fue hasta inicios del XX cuando se estableció un asentamiento en el lugar. Dividido en tres barrios, e incluyendo bar, frontón, lavadero, colegio y cuartel, se emplazó en el Valle de Las Minas lo que hoy en día es un pueblo fantasma. Muchos de los ciudadanos actuales de los pueblos circundantes nacieron en dicho núcleo, pues muchísimas familias de la zona vivieron de la explotación de estas minas hasta mediado el siglo XX, cuando la atracción de las ciudades acabó por despoblar la zona, que en su máximo apogeo había albergado casi 700 personas y que dependía de la administración de Henarejos. Aún a comienzos de los años 1990 hubo habitantes en la zona, cuya rehabilitación se está barajando últimamente.

### Restos medievales
Junto a la restaurada torre de vigilancia se encuentran algunas piedras que en la antigüedad formaron la ermita de Santa Ana, primera iglesia del pueblo, cuyas piedras, tras deteriorarse en extremo, fueron reutilizadas en los cimientos de la iglesia actual, de una envergadura muy superior. Sin embargo, hasta hace pocos años, aún quedaba algún arco en pie que permitía deducir que la ermita de Santa Ana fue una típica iglesia del románico rural de la zona.
En lo más bajo de la falda del Monte San Juan de la Keimena se encuentra hoy en día lo poco que queda de la ermita de San Juan, que da nombre al páramo circundante. Se trataba de un edificio de dos plantas y base rectangular. Mientras que en la planta baja se realizaba el oficio en honor al santo titular, en la superior vivían los ermitaños.
Otros restos medievales se reparten por todo el territorio de la población, pero sin estudios ni documentaciones profundas. Se podría hablar por tanto de los restos de la ermita de Santa Catalina, junto a la carretera Garaballa-Henarejos, y de los del castillo que en algún tiempo se alzó en La Mazmorrilla, monte próximo al Valle de Las Minas.

## Personas notables
- Agustín Navarro Zapata (1871-1936), natural de Fuentelespino de Moya, párroco de Henarejos, asesinado en el rento de Benarruel, zona de Moya inmediata a Negrón, aldea de Vallanca (provincia de Valencia).[3]